# Варгас, Альянс
Альянс Хосуэ Варгас Мурильо (исп. Allans Josue Vargas Murillo; родился 25 сентября 1993 года Гондурас) — гондурасский футболист, защитник клуба «Реал Эспанья» и сборной Гондураса. Участник Олимпийских игр 2016 года в Рио-де-Жанейро.

## Клубная карьера
Варгас — воспитанник клуба Реал Эспанья из города Сан-Педро-Сула. 9 марта 2014 года в матче против «Депортес Савио» он дебютировал в чемпионате Гондураса. В конце 2015 года Альянс стал получать больше игрового времени и выиграл конкуренцию за место в основе.

## Международная карьера
В 2016 году в составе олимпийской сборной Гондураса Варгас принял участие в Олимпийских играх в Рио-де-Жанейро. На турнире он сыграл в матчах против команд Алжира, Португалии, Аргентины, Южной Кореи, Бразилии и Нигерии.
9 октября 2016 года в товарищеском матче против сборной Белиза Варгас дебютировал за сборную Гондураса.
В начале 2017 года Варгас стал победителем Центральноамериканского кубка. На турнире он сыграл в матчах против сборных Никарагуа, Панамы и Коста-Рики. В том же году в составе сборной Альянс принял участие в розыгрыше Золотого кубка КОНКАКАФ. На турнире он был запасным и на поле не вышел.

## Достижения
Международные
 Гондурас
- Центральноамериканский кубок — 2017